# Titeli-fennsík
A Titeli-fennsík, más nevein Titeli-hegy, Titeli-löszplató, Kis-plató (szerbül Тителски Брег / Titelski Breg) a Bácska délkeleti szegletében, Titel városánál, a Duna-Tisza találkozásánál alluviális síkságból kiemelkedő, nagyjából kör alakú fennsík, amely szigetszerűen áll a tájban. A plató összterülete 94 km², 16 km hosszú és 4-6 km széles, a 77 méter tengerszint feletti magasságú környező síkságból kb. 50 méterre emelkedik ki. Így a Titeli-fennsík tetejének tengerszint feletti magassága 110-127 méter között változik, a legmagasabb pont a fennsík északi szegélyén, Mozsortól keletre található, közel a Tiszához. 

## Keletkezése
A Titeli-löszplatót a Duna vágta le a jobb parton lévő nagyobb Szerémségi-löszplatóról. A folyók összefolyásánál a szerémségi oldalon Szalánkemén és vára már a nyugati irányba, Ruma városáig húzódó Nagy-platón van. 
A löszplató talapzata vízáteresztő kavics és homok. A felszínén löszdolinák, peremén aszóvölgyek, löszkutak találhatók.

## Történelme

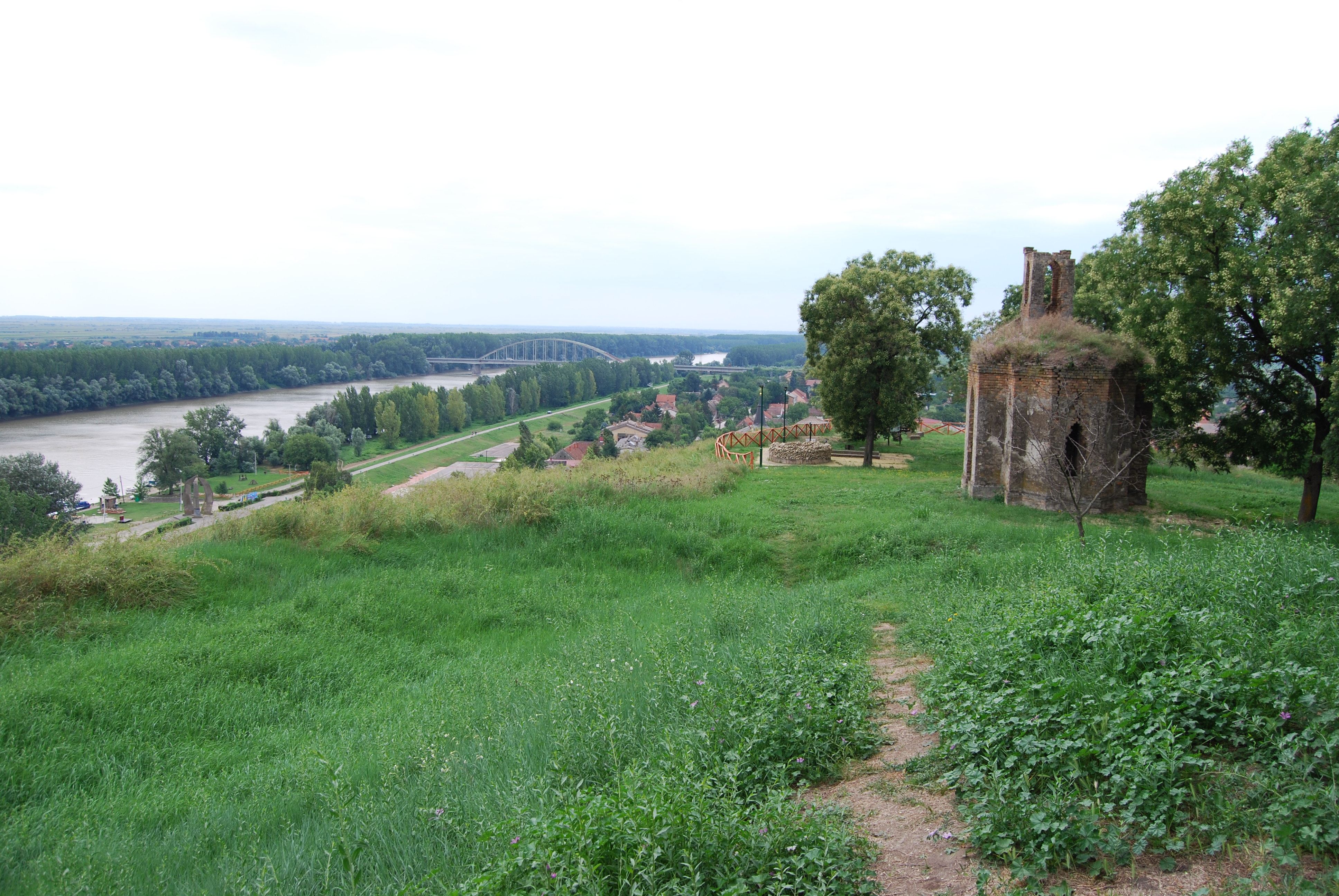
A Tisza Titelnél a platóról nézve

A régészeti feltárások alapján már a kőkorszakban is lakott volt. A fennsíkon heves harcok dúltak az 1848–49-es forradalom és szabadságharc idején, ugyanis a délvidéki szerb felkelés során a lázadók egyik legerősebb bázisát itt alakították ki. A magyar honvédsereg 1849-ben Guyon Richárd vezetésével kétszer is megostromolta a fennsíkot, de azt a szerb felkelők Ðorđe Stratimirović és Stevan Petrović Knićanin irányítása alatt mindkétszer meg tudták tartani az egykori római sáncok segítségével.

## Települések

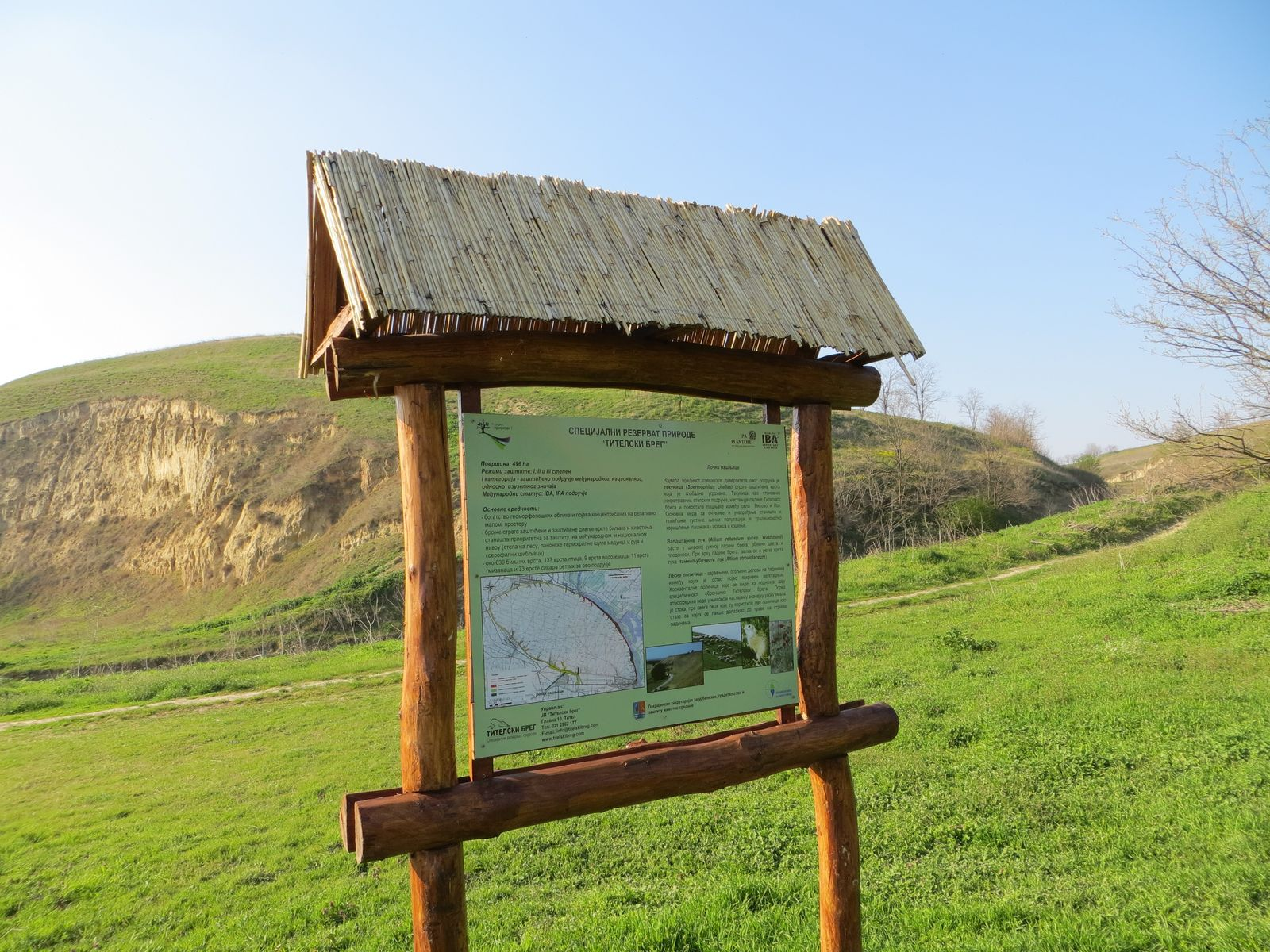
A természetvédelmi terület táblája

A fennsíkot körbeveszik a Dél-bácskai körzet falvai, így északról Mozsor, nyugatról Tündéres, délnyugatról Sajkáslak, délről pedig a névadó város, Titel. Keletről a Tisza határolja. A műholdképek alapján a fennsík tetején intenzív mezőgazdasági művelés folyik, amely nagyrészt sík, csupán apróbb töbrök helyezkednek el rajta.